# Ріка (фільм, 1984)
«Ріка» або «Річка» (англ. The River) — американський драматичний фільм 1984 року режисера Марка Райделла за сценарієм Роберта Діллона та Джуліана Беррі з Сісі Спейсек, Мелом Гібсоном і Скоттом Гленном у головних ролях.

## Синопсис
Історія фермерської родини з долини річки Теннессі, яка намагається втримати свою ферму від банкрутства через вилучення заставного майна та повені. Батьку доводиться працювати штрейкбрехером на сталеливарному заводі, щоб врятувати сімейну ферму від банкрутства. Фільм заснований на реальній історії фермерів, які, самі того не підозрюючи, погодилися працювати штрейкбрехерами на сталеливарному заводі після того, як їхні врожаї були знищені дощем.

## Акторський склад
| Актор          | Роль               |
| -------------- | ------------------ |
| Сісі Спейсек   | Мей Ґарві          |
| Мел Гібсон     | Том Ґарві          |
| Скотт Гленн    | Джо Вейд           |
| Шейн Бейлі     | Льюїс Ґарві        |
| Беккі Чжо Лінч | Бет Ґарві          |
| Дон Худ        | сенатор Найсвіндер |
| Біллі Грін Буш | Харв Стенлі        |
| Джеймс Толкан  | Говард Сімпсон     |

## Виробництво
Фільм був знятий в районі Голстон-Веллі у місті Черч-Гілл, штат Теннессі. Для зйомок придбали 440 акрів (1,8 км²) землі вздовж річки Холстон і засіяли її кукурудзою. Більшу частину зйомок проводили вздовж долини Гошен-Веллі та навколо парку долини Гошен. Дорога Гошен-Веллі прямує на південь від шосе 11W у Черч-Гілл, штат Теннессі. Актори та їхні сім'ї переїхали в цю місцевість за місяць до початку зйомок, щоб поспілкуватися з місцевими жителями і навчитися фермерським навичкам. Повені у фільмі були забезпечені адміністрацією долини Теннессі та армійським інженерним корпусом водою з греблі Форт-Патрік-Генрі. Сцени з банком і центром міста були зняті в містечку Гейт-Сіті, штат Вірджинія. Наметове містечко та деякі інші сцени були зняті в Кінгспорті, штат Теннессі, тоді як деякі фабричні сцени були зняті в Бірмінгемі, штат Алабама. Бюджет фільму склав приблизно 18 мільйонів доларів.
Музичний супровід був написаний Джоном Вільямсом, а також включав пісні кантрі-виконавців, в тому числі Джорджа Стрейта.

## Нагороди
Фільм був номінований на премію «Оскар» у категорії «Найкраща жіноча роль» (Сіссі Спейсек), «Найкраща операторська робота», «Найкраща музика до фільму» та «Найкращий звук». Він також отримав спеціальний Оскар за «Монтаж звукових ефектів» (Кей Роуз).